# Püchitz
Püchitz ist ein Gemeindeteil der oberfränkischen Stadt Bad Staffelstein im Landkreis Lichtenfels.

## Geografie
Das Dorf liegt etwa 13 Kilometer südlich von Coburg und neun Kilometer westlich von Lichtenfels im Norden eines lang gezogenen Dreiecks zwischen Itz und Main. Östlich verläuft die Schnellfahrstrecke Nürnberg–Erfurt.

## Geschichte
Püchitz wurde um das 9. Jahrhundert erstmals in den Traditionen des Klosters Fulda genannt, die auf einer Abschrift im Codex Eberhardi aus dem 12. Jahrhundert beruhen. Die nächste Erwähnung ist für 1126 belegt.
1801 gehörte die hohe Zent dem Hochstift Bamberg, die Dorf-, Gemeinde-, Lehen- und Vogteiherrschaft dem Kloster Banz, das auch zwei mit Haus und Stadel bebaute Höfe besaß. 1862 wurde Püchitz als Ortsteil der Landgemeinde Stadel in das neu geschaffene bayerische Bezirksamt Staffelstein eingegliedert.
1871 hatte Püchitz 132 Einwohner und 67 Gebäude. Die katholische Schule und Kirche standen im zwei Kilometer entfernten Altenbanz. 1900 umfasste die Landgemeinde Stadel eine Fläche von 574,28 Hektar, 268 Einwohner, von denen 251 katholisch waren, und 49 Wohngebäude. 128 Personen lebten in Püchitz in 22 Wohngebäuden. Die evangelische Schule und Kirche befanden sich im 3,5 Kilometer entfernten Herreth. 1903 wurde die Freiwillige Feuerwehr gegründet.
1925 lebten 114 Personen in 25 Wohngebäuden, 1950 waren es 129 Einwohner und 21 Wohngebäude. Im Jahr 1970 zählte der Ort 92 und 1987 98 Einwohner und 25 Wohngebäude.
Am 1. Juli 1972 schloss sich Stadel mit seinem Ortsteil Püchitz, den Nachbargemeinden Altenbanz, Nedensdorf, Unnersdorf und Teilen von Weingarten zur neuen Gemeinde Banz zusammen, die am 1. Januar 1978 aufgelöst und in die Stadt Staffelstein eingegliedert wurde. Seitdem ist Püchitz ein Ortsteil von Staffelstein.
Am 1. Juli 1972 wurde der Landkreis Staffelstein aufgelöst. Seitdem gehört Püchitz zum Landkreis Lichtenfels. 1975 war der Ort Sieger im Bundeswettbewerb Unser Dorf soll schöner werden.
Am Einschnitt zum nördlichen Portal des Tunnels Kulch wurden 2010 nach den ersten Erdarbeiten Reste einer Siedlung aus der Jungsteinzeit, 18 Gebäudegrundrisse, Palisadenanlagen, Gräber, Keramikgefäße und Werkzeuge, wie eine Pfeilspitze aus Feuerstein, entdeckt. Die Siedlung ist 7000 Jahre alt und stammt aus der Epoche der Bandkeramik.

## Sehenswürdigkeiten
Siehe Liste der Baudenkmäler in Püchitz